# Jean de Murol
Jean de Murol (* um 1340; † 10. Februar 1399 in Villeneuve-lès-Avignon) war von 1378 bis 1385 Bischof von Genf, ab 1385 Pseudokardinal und von 1385 bis 1388 Bischof von Saint-Paul-Trois-Châteaux.

## Leben
Jean entstammte einem Adelsgeschlecht aus der Auvergne. Seine Eltern waren Jean, Herr von Murol und Adélaïde de Rochebriand. Er wuchs am päpstlichen Hof in Avignon im Hause des Kardinals Guy de Boulogne auf. Dort lernte er dessen Neffen Robert von Genf, den späteren Papst Clemens VII. kennen. 1358 erhielt er von Innozenz VI. ein Kanonikat und eine Pfründe in Genf, er wurde Chorherr in Rouen und Paris sowie Archidiakon in Cambrai. Er war Generalvikar Roberts von Genf in den Bistümern Thérouanne (1361–1368) und Cambrai (1368–1371). Nach der Ernennung Roberts zum Kardinal wurde er dessen Sekretär. Nach dem Tode Guillaume de Marcosseys wählte das Genfer Domkapitel Robert Chambrier zum Nachfolger. Gregor XI. ernannte jedoch Jean de Murol zum Bischof von Genf und berief ihn an die Apostolische Kammer. Er war mit zahlreichen diplomatischen Missionen in Frankreich betraut. In Genf ist seine Anwesenheit erst 1381, als er eine Synodalkonstitution erließ und 1384 belegt.
Clemens VII. ernannte ihn 1385 zum Kardinalpriester von San Vitale und Bischof von Saint-Paul-Trois-Châteaux.
Er starb 1399 in Avignon und wurde in der Kathedrale von Clermont-Ferrand beigesetzt.